# Таррант (округ, Техас)
Шаблон:StateAbbr_ 32°46′ пн. ш. 97°17′ зх. д. / 32.77° пн. ш. 97.29° зх. д.
Округ  Таррант (англ. Tarrant County) — округ (повіт) у штаті  Техас, США. Ідентифікатор округу 48439.

## Історія
Округ утворений 1849 року.

## Демографія
За даними перепису 2000 року загальне населення округу становило 1446219 осіб, зокрема міського населення було 1420009, а сільського — 26210. Серед мешканців округу чоловіків було 716001, а жінок — 730218. В окрузі було 533864 домогосподарства, 369306 родин, які мешкали в 565830 будинках. Середній розмір родини становив 3,22.
Віковий розподіл населення поданий у таблиці:
| Стать    | До 15 років | 15-21 | 22-29 | 30-39  | 40-49  | 50-65 | 65-85 | Понад 85 |
| -------- | ----------- | ----- | ----- | ------ | ------ | ----- | ----- | -------- |
| Чоловіки | 174772      | 74555 | 90177 | 124815 | 110174 | 92998 | 45165 | 3345     |
| Жінки    | 167468      | 71251 | 89145 | 121987 | 111015 | 97277 | 62444 | 9631     |

## Суміжні округи
- Дентон — північ
- Даллас — схід
- Елліс — південний схід
- Джонсон — південь
- Паркер — захід
- Вайз — північний захід

## Виноски
1. ↑  U.S. Decennial Census. United States Census Bureau. Процитовано 11 травня 2015.
2. ↑  Texas Almanac: Population History of Counties from 1850–2010 (PDF). Texas Almanac. Процитовано 11 травня 2015.
3. ↑  State & County QuickFacts. United States Census Bureau. Архів оригіналу за 28 липня 2011. Процитовано 26 грудня 2013. [Архівовано 2011-07-28 у Wayback Machine.](англ.) Наведено за англійською вікіпедією.
4. ↑  American FactFinder. Бюро перепису населення США. Архів оригіналу за 26 лютого 2012. Процитовано 31 січня 2008. [Архівовано 2008-05-21 у Wayback Machine.]

| США | Це незавершена стаття з географії США. Ви можете допомогти проєкту, виправивши або дописавши її. |